# مسابقات جهانی تنیس روی میز ۱۹۹۵
مسابقات جهانی تنیس روی میز ۱۹۹۵ (انگلیسی: 1995 World Table Tennis Championships) چهل و سومین دوره مسابقات جهانی تنیس روی میز است که در شهر تیانجین، چین برگزار شده است.
این مسابقات از ۱ تا ۱۴ مه ۱۹۹۵ در دو بخش تیمی و انفرادی انجام شده است.

## نتایج

### تیمی
| رویداد     | طلا                                                              | نقره                                                                           | برنز                                                                                |
| تیمی مردان | چین · دینگ سونگ · کونگ لینگوی · لیو گولیانگ · ما ونگ · وانگ تائو | سوئد · میکل اپلگرین · پیتر کارلسون · اریک لیند · یورگن پرسون · یان اووه والدنر | کرهٔ جنوبی · Chu Kyo-Sung · Kim Bong-Chul · کیم تیک-سو · Lee Chul-Seung · یو نام-کیو |
| تیمی زنان  | چین · دنگ یاپینگ · لیو وی · چیائو هونگ · Qiao Yunping            | کرهٔ جنوبی · Kim Moo-Kyo · Park Hae-Jung · Park Kyung-Ae · Ryu Ji-Hae           | هنگ کنگ · Chai Po Wa · Chan Tan Lui · Tong Wun · Wan Shuk Kwan                      |

### انفرادی
| رویداد       | طلا                   | نقره                              | برنز                         |
| انفرادی زنان | کونگ لینگوی           | لیو گولیانگ                       | دینگ سونگ                    |
| انفرادی زنان | کونگ لینگوی           | لیو گولیانگ                       | وانگ تائو                    |
| انفرادی زنان | دنگ یاپینگ            | چیائو هونگ                        | لیو وی                       |
| انفرادی زنان | دنگ یاپینگ            | چیائو هونگ                        | Qiao Yunping                 |
| دونفره مردان | لو لین وانگ تائو      | زوران پریموراتس ولادیمیر سامسونوف | Lin Zhigang لیو گولیانگ      |
| دونفره مردان | لو لین وانگ تائو      | زوران پریموراتس ولادیمیر سامسونوف | دیمین الوی ژان-فیلیپ گاتین   |
| دونفره زنان  | دنگ یاپینگ چیائو هونگ | لیو وی Qiao Yunping               | وانگ چن Wu Na                |
| دونفره زنان  | دنگ یاپینگ چیائو هونگ | لیو وی Qiao Yunping               | Csilla Bátorfi کریسزتینا توت |
| مختلط دونفره | وانگ تائو لیو وی      | کونگ لینگوی دنگ یاپینگ            | Lee Chul-Seung Ryu Ji-Hae    |
| مختلط دونفره | وانگ تائو لیو وی      | کونگ لینگوی دنگ یاپینگ            | اریک لیند مری سونسن          |